# Centro Universitario Luis Donaldo Colosio Murrieta
El Centro Universitario Luis Donaldo Colosio Murrieta (CULDCM) se creó en 1999 con la finalidad de dar impulso comercial e intelectual a la región de la mixteca oaxaqueña. Sus orígenes están en la  Heroica Ciudad de Huajuapan de León, Oaxaca

## Ideario
El centro fue creado para ofrecer a los jóvenes una educación superior ante la carencia económica y la migración, que se hace principalmente por los estudiantes egresados de secundaria, bachillerato y universitarios, a otros Estados o a los Estados Unidos.

En esta institución se imparte una educación integral humanística y con visión del futuro, lográndose cientos de egresados, que se encuentran repartidos por toda la república mexicana. Se pretende formar a los estudiantes en los valores, ideales y conocimientos impartidos por esta institución; además de una formación para el desarrollo personal de cada individuo.

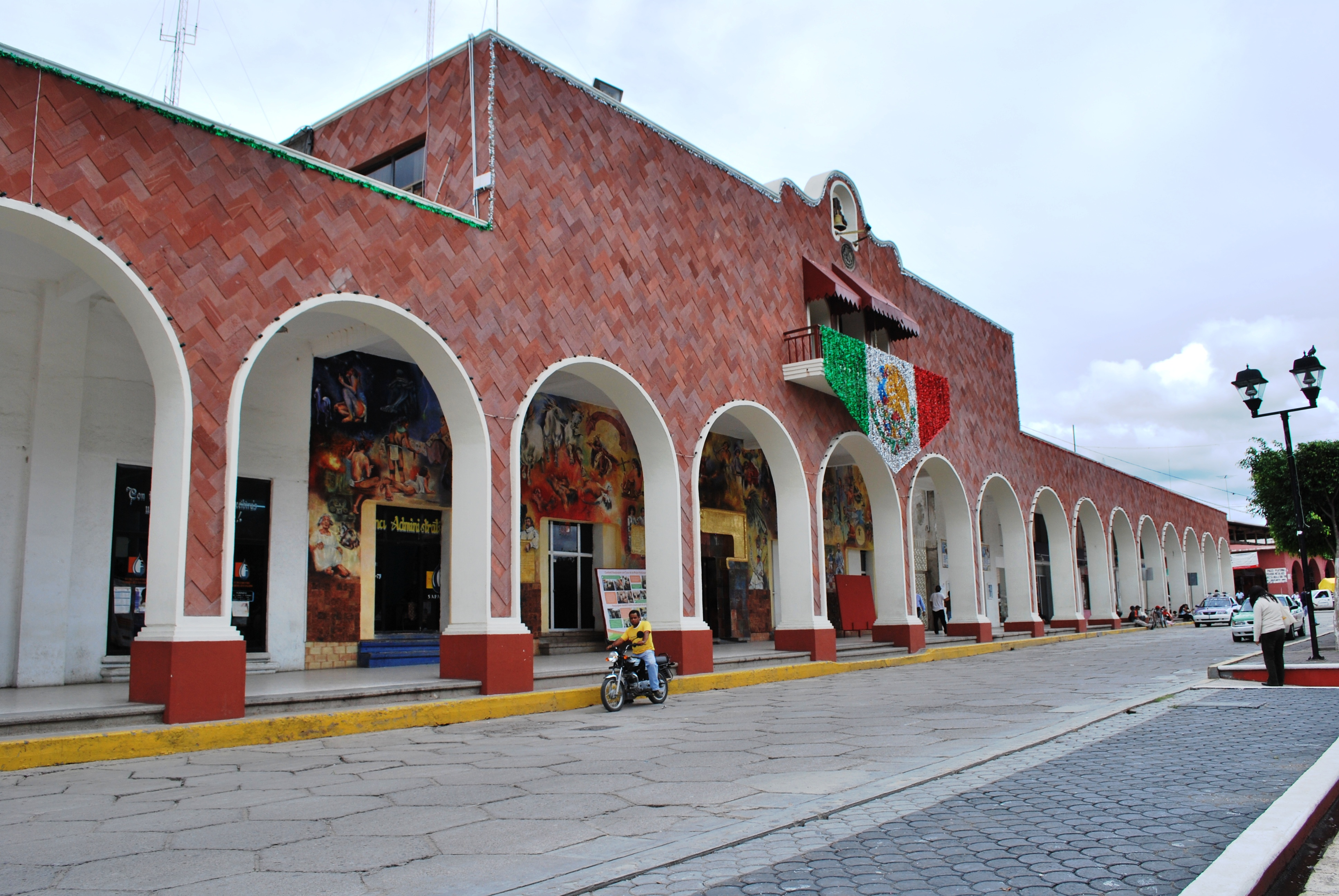
Huajuapan de León
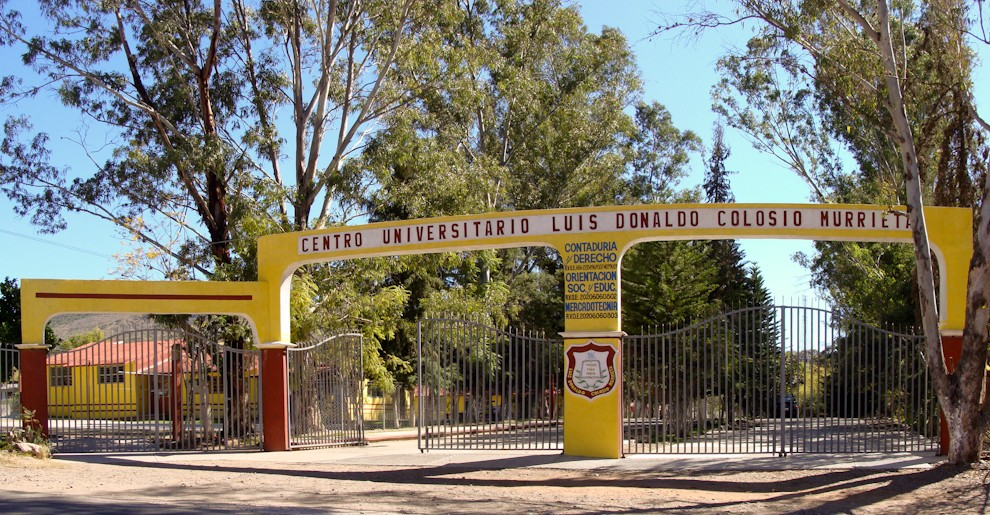
CULDCM
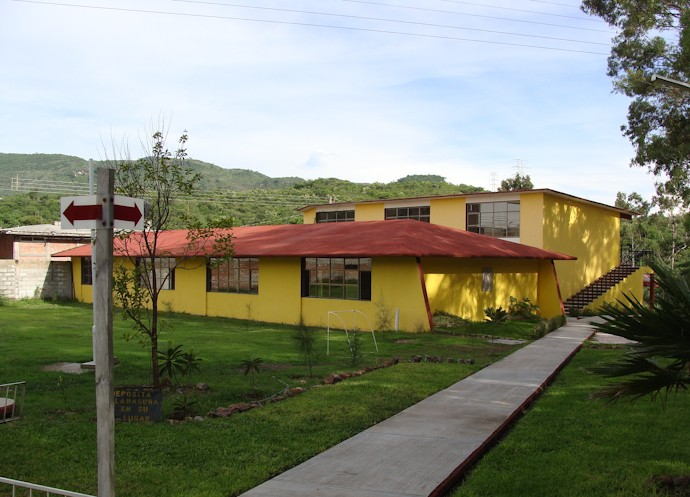
CULDCM
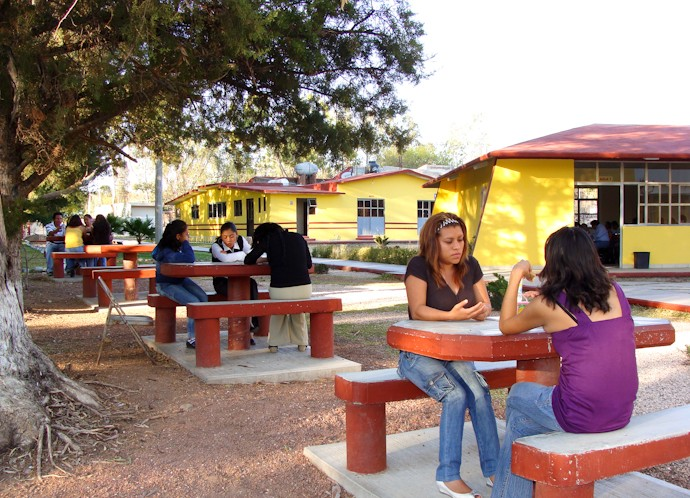
CULDCM
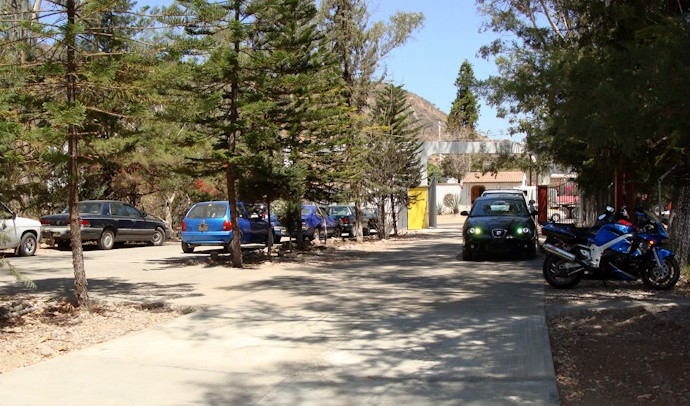
CULDCM
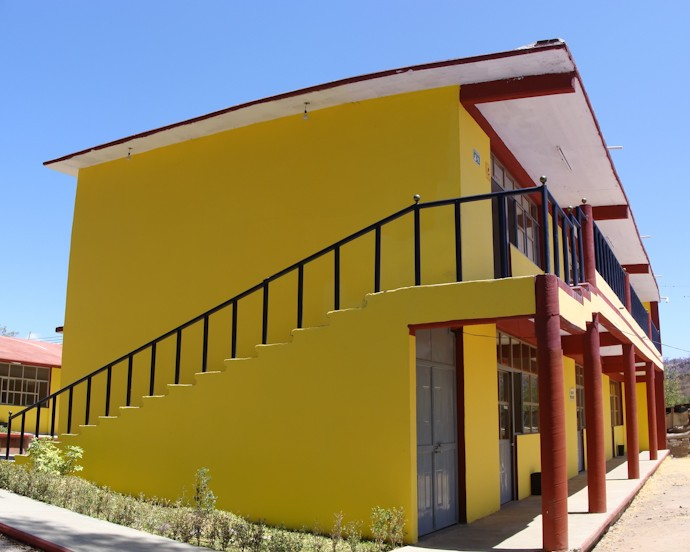
CULDCM

## Rectoría
Rector: Q.F.B. María Esther Ochoa Ríos; actual Directora del Centro Universitario “Luis Donaldo Colosio Murrieta”.

## Organización
La estructura orgánica del CULDCM está conformada por:
- Directora General
- Director de Control Escolar
- Subdirector del Bachillerato
- Coordinadora Académica
- Coordinadora General del Área de Educación Superior
- Jefe de Carrera en la Licenciatura de Derecho

## Oferta educativa
El CULDCM ofrece cuatro carreras a nivel licenciatura y un bachillerato (preparatoria).

## Preparatoria
El centro universitario cuenta dentro de su plan con el bachillerato Luis Donaldo Colosio Murrieta, el cual es un novedoso sistema, porque puedes ingresar a este terminado tus estudios básicos y posteriormente quedarte en el mismo ambiente para poder realizar tus estudios superiores como lo son las carreras universitarias que se ofertan.

## Carreras a nivel licenciatura
Las carreras que ofrece el CULDCM son:
- Derecho
- Contaduría Pública.
- Mercadotecnia
- Orientación Social y Educativa